# War in Russia
War in Russia est un jeu vidéo de type wargame créé par Gary Grigsby et publié par Strategic Simulations en 1984 sur Apple II et Atari 8-bit. Le jeu simule, au niveau opérationnel, des affrontements entre la Wehrmacht et l’Armée rouge sur le front de l’Est, entre 1941 et 1944, pendant la Seconde Guerre mondiale. Le jeu propose trois scénarios, qui retracent l'opération Barbarossa, l'opération Fall Blau et la bataille de Koursk, dans desquels le joueur affrontent un autre joueur ou l’ordinateur, qui contrôle alors les forces soviétiques. Le jeu se déroule sur une carte, divisée en cases hexagonales, qu’il peut faire défiler. Les joueurs jouent en alternance, chaque tour étant divisé en plusieurs phases qui permettent notamment de produire, de réorganiser et d’approvisionner les unités, de les déplacer ou de planifier des bombardements. War in Russia a nécessité deux ans de travail à son développeur, Gary Grigsby. Le jeu bénéficie en effet d’un nouveau moteur de jeu, différent de celui utilisés pour ses trois précédents wargames : Guadacanal Campaign, Bomb Alley et North Atlantic '86. 
À sa sortie, War in Russia bénéficie de critiques très positives dans la presse spécialisée. Dans le magazine Computer Gaming World, Tom Cheche estime ainsi qu’il parvient à transposer de manière réaliste les sensations associés au commandement opérationnel d’une armée et juge qu’il se révèle éducatif et amusant. De son côté, le journaliste Bob Curtin du magazine Analog Computing salue sa combinaison  entre de bons graphismes et un système de jeu complexe et réaliste avant de conclure qu’il s’agit d’un excellent wargame, voir du meilleur jusque-là publié par Strategic Simulations. Ces qualité lui valent d’être introduit dans le Hall of Fame du magazine Computer Gaming World dès sa création en mars 1988.

## Trame
War in Russia se déroule entre  1941 et 1944 sur le front de l’Est de la Seconde Guerre mondiale. Il retrace la tentative d’invasion de l’Union Soviétique par l’Allemagne au travers de trois scénario qui simulent respectivement l'opération Barbarossa de 1941, l'opération Fall Blau de 1942 et la bataille de Koursk de 1943,.

## Système de jeu
War in Russia est un wargame qui simule, au niveau opérationnel et stratégique, les opérations opposant l’Allemagne et l’Union Soviétique sur le front de l’Est de la Seconde Guerre mondiale,. Le jeu propose une campagne, qui simule l'opération Barbarossa, ainsi que deux scénarios plus court qui simule respectivement l'opération Fall Blau et la bataille de Koursk. Chacun d’eux peut être joué dans une version courte ou une version longue. Que ce soit dans la campagne ou dans les scénarios, une partie peut opposer deux joueurs ou un joueur et l’ordinateur, qui contrôle alors les forces soviétiques,,. Dans ce dernier cas, trois niveaux de difficulté sont proposés au joueur.
Le jeu se déroule sur une carte divisé en 31x32 cases hexagonales, chacune représentant une distance de 50 miles. Seule une fraction de celle-ci est affichée à l’écran mais le joueur peut la faire défiler horizontalement et verticalement. Dans la version Apple II du jeu, le joueur peut également afficher une carte stratégique qui lui permet de visualiser l’ensemble des cases. Sur chaque case peut être positionné jusqu’à deux unités de la taille d’un corps d’armée. Les joueurs jouent alternativement, chaque tour étant divisé en plusieurs phases qui leur permettent d’abord de produire, d’ajuster et de ravitailler les unités. Ils peuvent ensuite définir les déplacements des unités, à l’échelle stratégique ou tactique. Ils peuvent enfin lancer les opérations de bombardement avant que les combats ne soient résolus par l’ordinateur.

## Développement et publication
War in Russia est développé par Gary Grigsby. Alors que ses trois précédents wargame – Guadacanal Campaign, Bomb Alley et North Atlantic '86 – partagent le même moteur de jeu, il utilise un système de jeu inédit pour War in Russia. Au total, le jeu a nécessité deux ans de développement, dont plus d’une année consacré au test du jeu. Comme ses prédécesseurs, il est publié par Strategic Simulations, en juin 1984 sur Apple II et Atari 8-bit,.

## Accueil
| War in Russia     |      |       |
| Média             | Nat. | Notes |
| CGW               | US   | 5/5   |
| Jeux et Stratégie | FR   | 3/5   |
| Tilt              | FR   | 5/6   |

À sa sortie en 1984, War in Russia fait d’abord l’objet d’une critique très positive de Tom Cheche dans le magazine Computer Gaming World. Celui-ci note en effet qu’avec ce nouveau jeu, Gary Grigsby parvient à transposer sur ordinateur les sensations associées aux problèmes et aux considérations rencontrées, dans la réalité, au niveau opérationnel. Il estime également que le jeu parvient à être « éducatif », tout en étant « amusant », et qu’il parvient à retranscrire l’importance critique du ravitaillement et du support aérien dans ce type de conflit. L’année suivante, Bob Curtin de magazine Analog Computing fait lui aussi l’éloge du jeu. Il juge en effet qu’il parvient à combiner de bons graphismes, en haute résolution et en couleur, avec un système de jeu complexe et réaliste, chose qu’il croyait impossible jusque-là. Bien qu’il mette en avant quelques défauts, dont la durée excessive des tours de jeu et des parties, il le considère comme un « excellent » wargame, et même comme le meilleur wargame publiés par Strategic Simulations. Après sa sortie en France, le jeu fait  l’objet, en 1985, d’une très bonne critique dans le magazine Jeux et Stratégie qui le décrit comme un wargame de « haut niveau », « très bien réalisé » et destinés aux joueurs confirmés. Le jeu est également testé en 1986 par le magazine Tilt, dans un dossier consacré aux wargames. L'auteur du test note qu'il est « assez complet » et qu'il tient compte de nombreux paramètres comme la fatigue, l'expérience et les zones de contrôle. Il estime que rien ne le différencie vraiment des autres jeux de ce type publiés par Strategic Simulations mais juge tout de même qu'il « ne manque pas d’intérêt ».
War in Russia a notamment été introduit dans le Hall of Fame du magazine Computer Gaming World dès sa création en mars 1988.